# Кебуй
Кебуй або Кебу — бог північного вітру в давньоєгипетській міфології. Бога Кебу зображували як людину з чотирма головами барана, рідше як крилате божество з головою барана. Він також асоціювався з землями, що знаходяться за третім порогом Нілу.